# Champions olympiques slovaques
Liste des sportifs slovaques (par sport et par chronologie) médaillés d'or lors des Jeux olympiques d'été et d'hiver, à titre individuel ou par équipe, de 1994 à 2024.
Précédemment, les sportifs slovaques faisaient partie de la Tchécoslovaquie et apparaissent dans la page Champions olympiques tchécoslovaques

## Jeux olympiques d'été

### Canoë-kayak
| Nom                                      | Discipline(s) | Année(s) |
| Michal Martikán                          | C1 slalom     | 1996     |
| Pavol Hochschorner et Peter Hochschorner | C2 slalom     | 2000     |
| Pavol Hochschorner et Peter Hochschorner | C2 slalom     | 2004     |
| Elena Kaliská                            | K1 slalom     | 2004     |
| Michal Martikán                          | C1 slalom     | 2008     |
| Pavol Hochschorner et Peter Hochschorner | C2 slalom     | 2008     |
| Elena Kaliská                            | K1 slalom     | 2008     |
| Jakub Grigar                             | K1 slalom     | 2020     |

## Jeux olympiques d'hiver

### Biathlon
| Nom                | Discipline(s) | Année(s) |
| Anastasiya Kuzmina | Sprint        | 2010     |
| Anastasiya Kuzmina | Sprint        | 2014     |
| Anastasiya Kuzmina | Départ groupé | 2018     |
| Petra Vlhová       | Slalom        | 2022     |